# Wimanmek-Palast

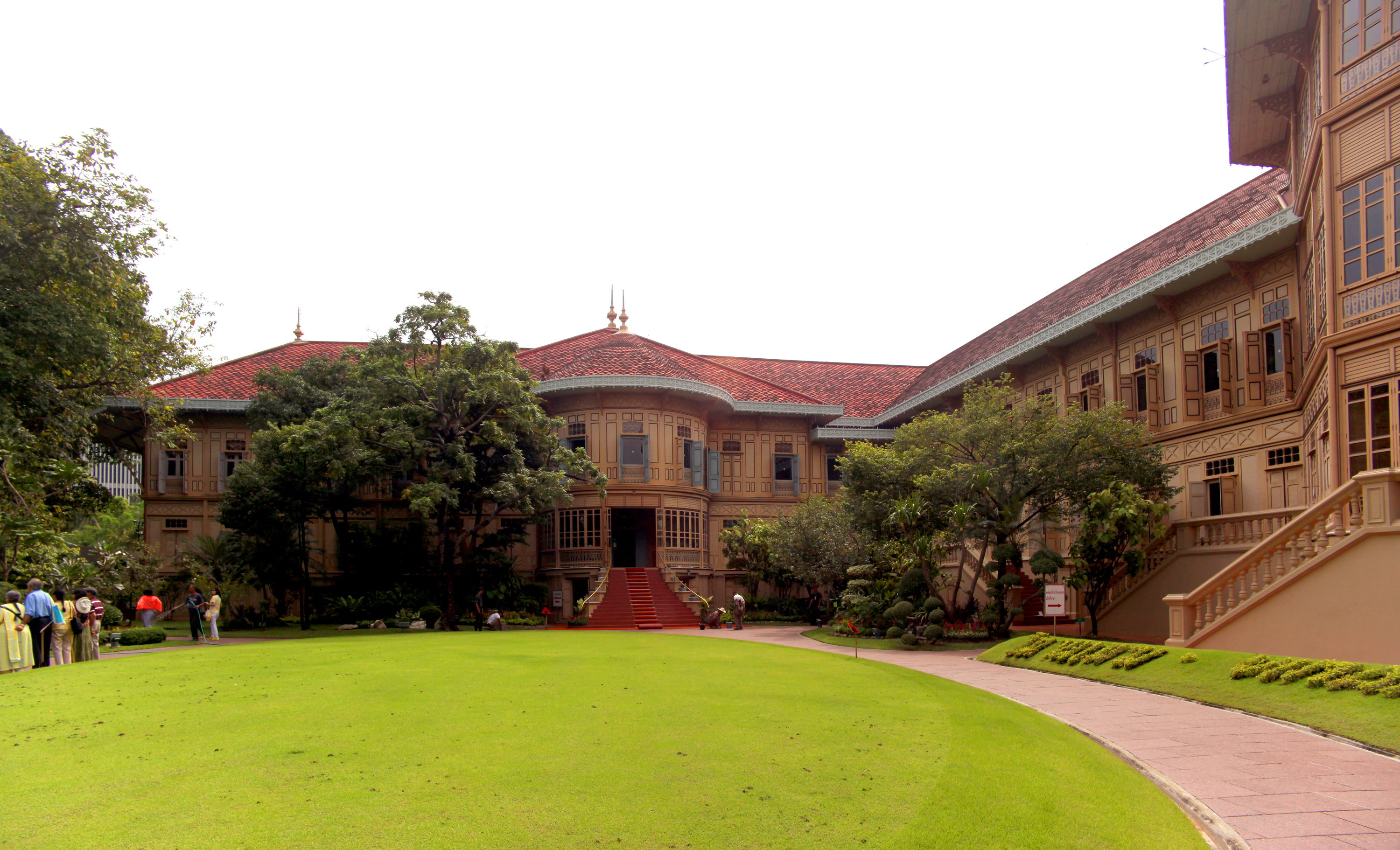
Der Wimanmek-Palast

Der Wimanmek-Palast (thailändisch พระที่นั่งวิมานเมฆ, Aussprache: [pʰráʔ tʰîː nâŋ wímaːn mêːk], RTGS: Phra Thi Nang Wiman Mek, übersetzt „himmlisches Wolkenschloss“, englisch auch Vimanmek Teak Mansion) ist ein gänzlich aus Teakholz gefertigtes Bauwerk im Zentrum von Bangkok, der Hauptstadt von Thailand. Das Gebäude diente früher als königliche Residenz. Es gilt mit seinen 81 Zimmern als das größte aus Teakholz bestehende Gebäude weltweit.

## Lage

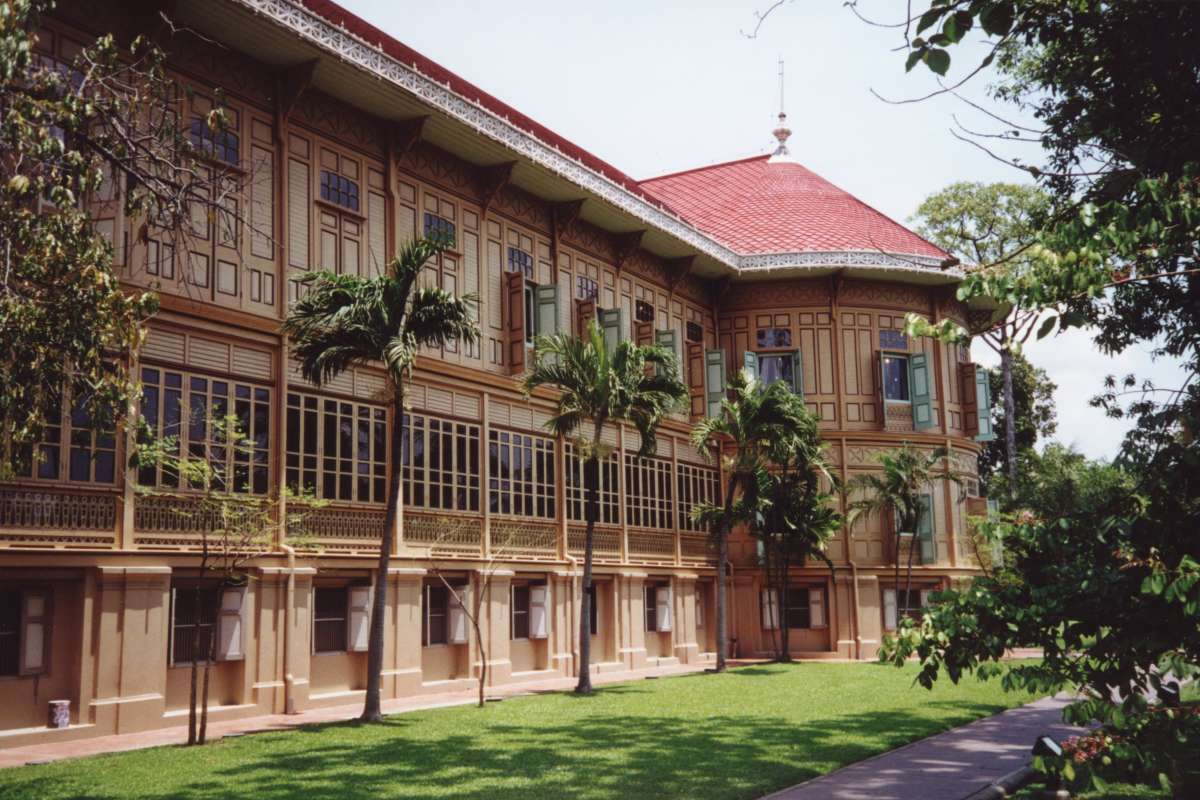
Seitenansicht

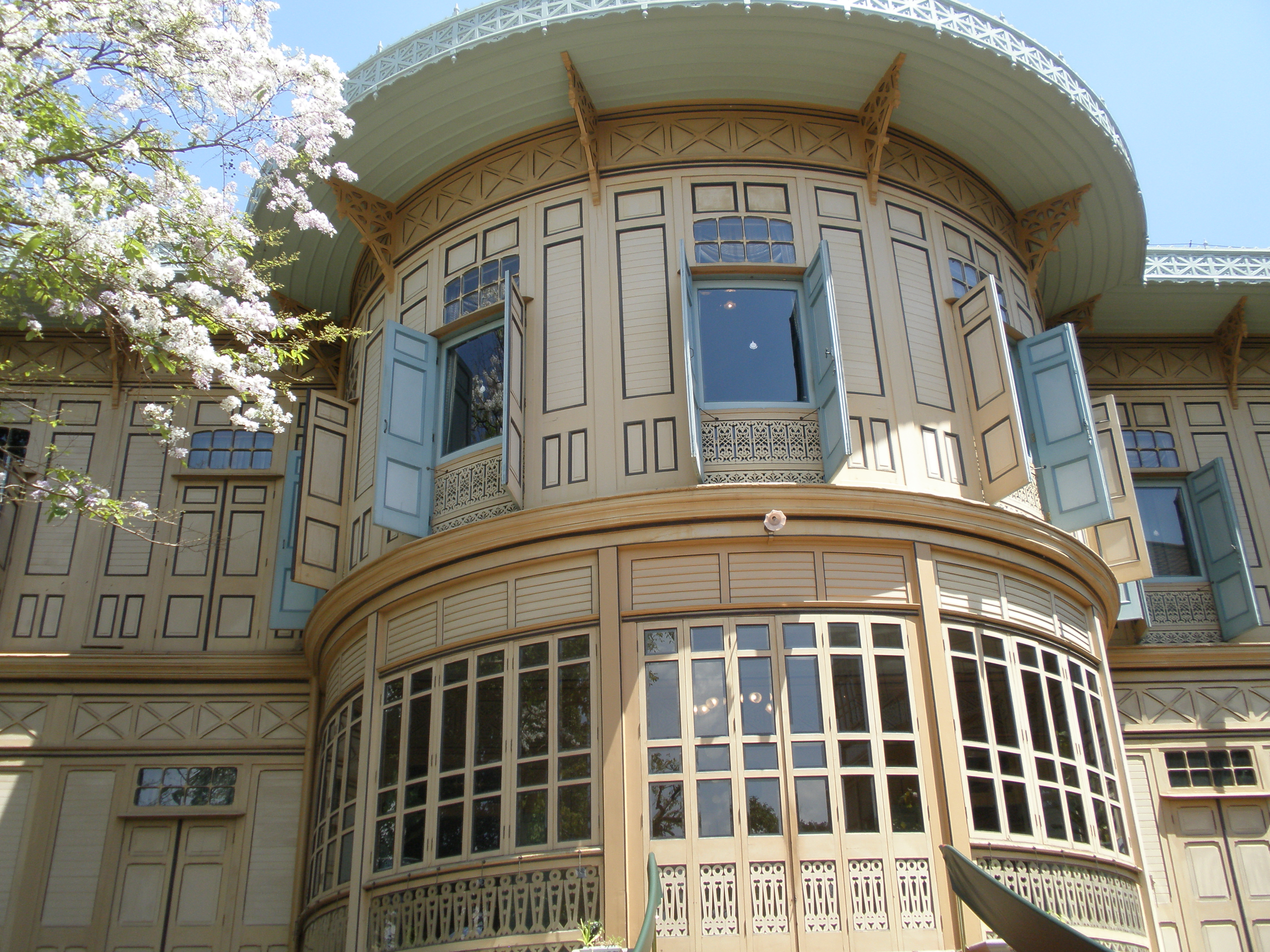
Detail

Der Wimanmek-Palast liegt im Zentrum von Bangkok hinter dem alten Gebäude der Nationalversammlung im Bezirk Dusit an der Ratchawithi-Straße. Er ist Teil des Dusit-Palasts. Der Wimanmek-Palast ist gänzlich von Kanälen (Khlong) umgeben. Von Süden aus im Uhrzeigersinn sind dies der Ang Yok (อ่างหยก „Jadeteich“) im Süden, Khlong Rang Ngoen (คลองรางเงิน; „Silberkanal“) im Westen, der Khlong Khap Phaen Krachok (คลองคาบแผ่นกระจก; „Glasscheiben-Kanal“) im Norden und der Khlong Rong Mai Hom (คลองร่องไม้หอม; „Duftholz-Kanal“) im Osten.

## Baugeschichte und Nutzung
Der Wimanmek-Palast wurde im Jahr 1893 auf Veranlassung von König Chulalongkorn (Rama V.) auf der Insel Ko Sichang in der Provinz Chonburi im Golf von Thailand als Phra Thi Nang Manthatrattanarot erbaut.
Im Jahr 1900 ließ Chulalongkorn das Palastgebäude an seinen heutigen Ort umsetzen, der seinerzeit eine ländliche Umgebung weit entfernt vom alten Königspalast darstellte. Als das Gebäude nach einer feierlichen Einweihungs-Zeremonie am 27. März 1901 wieder bezogen werden konnte, wohnte der König zeitweise im 3. Stock, die Frauen und Töchter waren in den beiden unteren Stockwerken untergebracht. Er nutzte das Gebäude als Residenz, bis 1906 die Phra Thi Nang Amphon Sathan (Amphon-Sathan-Palast) fertiggestellt war, wo er dann bis zu seinem frühen Tod blieb.
Zum Ende der Regierungszeit von König Vajiravudh (Rama VI.) ließ dieser seine königliche Gemahlin Indrasakdi Sachi in einem Teil des Wimanmek-Palastes wohnen, nach dem Tod ihres Gatten zog sie in die Suan-Hong-Residenz nördlich des Wimanmek-Palastes um. König Prajadhipok (Rama VII.) ließ einige kleinere Renovierungsarbeiten durchführen, zum Beispiel die Verlegung elektrischer Leitungen und die Ausbesserung des künstlichen See-Ufers am Jadeteich. 1935 wurde der Wimanmek-Palast aufgegeben und geriet in Vergessenheit.
1982 ließ Königin Sirikit anlässlich der 200-Jahr-Feiern der Gründung von Bangkok als neue Hauptstadt von Siam das verfallene Gebäude rekonstruieren und renovieren, so dass es heute eine wichtige Touristenattraktion der Hauptstadt darstellt. Die königlichen Gemächer im dritten Stockwerk wurden im Stile von König Chulalongkorn wiederhergestellt.

## Architektur
Die Architektur des Gebäudes ist in einem westlich beeinflussten Stil gehalten, während die verwendeten Materialien aus Thailand stammen. Es besteht aus zwei rechtwinklig angeordneten Flügeln, die beide 30 Meter lang und 20 Meter hoch sind. Es ist dreistöckig und in dem Teil, wo der König residierte, vierstöckig. Das Erdgeschoss ist mit Ziegeln und Zement gebaut, während die oberen Stockwerke komplett aus „Goldenem Teakholz“ gefertigt sind. Dieses Holz des Teakbaumes ist allerdings nicht vergoldet, sondern wird aufgrund seiner gelblichen Tönung so genannt.
Heute sind 31 Räume als Museum geöffnet, von denen einige die zeitgenössische Atmosphäre König Chulalongkorns widerspiegeln, so die Schlafzimmer, der Audienzsaal und die Badezimmer. Die erste Dusche Thailands soll hier eingebaut worden sein und mit einer manuellen Wasserzufuhr betrieben worden sein, um den nötigen Wasserdruck zu erzeugen. Andere Räume zeigen Kunsthandwerk, wie Silberwaren, Keramiken, Glaswaren und Elfenbeinhandwerk.